# Only Yesterday
Only Yesterday je americké filmové melodrama z roku 1933, režírované Johnem M. Stahlem. Film vypráví příběh mladé ženy, která otěhotní se svým přítelem, než ten odejde bojovat v první světové válce. Hlavní role ztvárnili Margaret Sullavan (v jejím filmovém debutu) a John Boles.

## Děj
Příběh filmu byl "inspirován" bestsellerem Fredericka Lewise Allena z roku 1931, Only Yesterday, na jehož práva získalo studio Universal. Přestože se film odehrává v podobném časovém období jako Allenova kniha, nemá s ní nic společného. Název filmu byl pravděpodobně jen marketingovým tahem, jak využít slávy knihy v době premiéry. Zápletka filmu se zřejmě blíží novele Stefana Zweiga Dopis neznámé ženy (Briefe einer Unbekannten), která vyšla poprvé v roce 1922 a o deset let později i v anglickém překladu.
Podle deníku New York Times si někteří diváci všimli podobností mezi filmem a Zweigovou knihou a kontaktovali jeho nakladatelství Viking Press. Noviny uvedly, že „tyto podobnosti byly společností Universal Pictures zaplaceny“, která příběh přesunula do Spojených států, „výrazně ho změnila a Zweiga ve filmu nezmínila“. Studio také zaplatilo za práva na použití názvu Allenovy knihy.

## Obsazení
- Margaret Sullavan jako Mary Lane
- John Boles jako James Emerson
- Edna May Oliver jako Leona
- Billie Burke jako Julia Warren
- Benita Hume jako Phyllis Emerson
- George Meeker jako Dave Reynolds
- Jimmy Butler jako Jim Jr., Maryin syn
- Noel Francis jako Letitia
- Bramwell Fletcher jako Scott Hughes
- June Clyde jako Deborah
- Franklin Pangborn jako Tom

## Ohlas a zachování
Film byl podle průzkumu mezi manažery kin jediným výjimečným úspěchem společnosti Universal v roce 1933.
Kopie filmu i s trailerem jsou uchovávány ve sbírkách Knihovny Kongresu.